# Noruega en los Juegos Paralímpicos de Innsbruck 1984
Noruega estuvo representada en los Juegos Paralímpicos de Innsbruck 1984 por un total de 37 deportistas, 25 hombres y 12 mujeres.

## Medallistas
El equipo paralímpico noruego obtuvo las siguientes medallas:
| Nombre                                                     | Deporte                    | Evento                              |
| ---------------------------------------------------------- | -------------------------- | ----------------------------------- |
| Oro                                                        |                            |                                     |
| Britt Mjaasund Øyen                                        | Carrera de trineo en hielo | 100 m grado II femenino             |
| Britt Mjaasund Øyen                                        | Carrera de trineo en hielo | 500 m grado II femenino             |
| Britt Mjaasund Øyen                                        | Carrera de trineo en hielo | 700 m grado II femenino             |
| Karin Endsjø                                               | Carrera de trineo en hielo | 1000 m grado II femenino            |
| Per Knudsen                                                | Carrera de trineo en hielo | 100 m grado I masculino             |
| Erik Sandbraaten                                           | Carrera de trineo en hielo | 100 m grado II masculino            |
| Karl Herman Seemann                                        | Carrera de trineo en hielo | 500 m grado II masculino            |
| Atle Haglund                                               | Carrera de trineo en hielo | 1000 m grado II masculino           |
| Rolf Einar Øyen                                            | Carrera de trineo en hielo | 1500 m grado II masculino           |
| Hans Anton Ålien                                           | Esquí de fondo             | 10 km distancia corta B1 masculino  |
| Hans Anton Ålien                                           | Esquí de fondo             | 10 km distancia media B1 masculino  |
| Terje Løvås                                                | Esquí de fondo             | 10 km distancia corta B2 masculino  |
| Terje Løvås                                                | Esquí de fondo             | 10 km distancia media B2 masculino  |
| Svein Lilleberg                                            | Esquí de fondo             | 10 km distancia media LW4 masculino |
| Hans Anton Ålien Gorm Borgersen Terje Løvås Olai Myklebust | Esquí de fondo             | 4 × 10 km B1-2 masculino            |
| Plata                                                      |                            |                                     |
| Karin Endsjø                                               | Carrera de trineo en hielo | 500 m grado II femenino             |
| Karin Endsjø                                               | Carrera de trineo en hielo | 700 m grado II femenino             |
| Sylva Olsen                                                | Carrera de trineo en hielo | 100 m grado II femenino             |
| Britt Mjaasund Øyen                                        | Carrera de trineo en hielo | 1000 m grado II femenino            |
| Terje Roel                                                 | Carrera de trineo en hielo | 100 m grado I masculino             |
| Terje Roel                                                 | Carrera de trineo en hielo | 500 m grado I masculino             |
| Atle Haglund                                               | Carrera de trineo en hielo | 100 m grado II masculino            |
| Erik Sandbraaten                                           | Carrera de trineo en hielo | 500 m grado II masculino            |
| Per Knudsen                                                | Carrera de trineo en hielo | 700 m grado I masculino             |
| Rolf Einar Øyen                                            | Carrera de trineo en hielo | 1000 m grado II masculino           |
| Svein Lilleberg                                            | Esquí de fondo             | 5 km distancia corta LW4 masculino  |
| Gorm Borgersen                                             | Esquí de fondo             | 10 km distancia corta B2 masculino  |
| Morten Langerød                                            | Esquí de fondo             | 10 km distancia media B2 masculino  |
| Bronce                                                     |                            |                                     |
| Sylva Olsen                                                | Carrera de trineo en hielo | 500 m grado II femenino             |
| Sylva Olsen                                                | Carrera de trineo en hielo | 700 m grado II femenino             |
| Sylva Olsen                                                | Carrera de trineo en hielo | 1000 m grado II femenino            |
| Karin Endsjø                                               | Carrera de trineo en hielo | 100 m grado II femenino             |
| Rolf Einar Øyen                                            | Carrera de trineo en hielo | 100 m grado II masculino            |
| Rolf Einar Øyen                                            | Carrera de trineo en hielo | 500 m grado II masculino            |
| Per Knudsen                                                | Carrera de trineo en hielo | 300 m grado I masculino             |
| Per Knudsen                                                | Carrera de trineo en hielo | 500 m grado I masculino             |
| Erik Sandbraaten                                           | Carrera de trineo en hielo | 1000 m grado II masculino           |
| Erik Sandbraaten                                           | Carrera de trineo en hielo | 1500 m grado II masculino           |
| Emil Holten                                                | Carrera de trineo en hielo | 700 m grado I masculino             |
| Morten Langerød                                            | Esquí de fondo             | 10 km distancia corta B2 masculino  |
| Gorm Borgersen                                             | Esquí de fondo             | 10 km distancia media B2 masculino  |